# Гранде-Марласка, Фернандо
Фернандо Гра́нде-Марла́ска Го́мес (исп. Fernando Grande-Marlaska Gómez; род. 26 июля 1962, Бильбао) — испанский судья и государственный деятель. Член Испанской социалистической рабочей партии. Действующий министр внутренних дел Испании в правительстве Педро Санчеса с 7 июня 2018 года.

## Биография
Фернандо Гранде-Марласка родился в семье сотрудника муниципальной полиции. Выпускник Университета Деусто. В 1987—1989 годах служил в суде в кантабрийской Сантонье, где в частности расследовал в отношении Рафаэля Эскобедо дело об убийстве маркизов Уркихо. В 1990 году перешёл на работу во 2-й следственный комитет Бильбао, спустя девять лет службы там получил назначение председателем 6-й палаты по уголовным делам суда провинции Бискайя. В 2003 году возглавил 36-й следственный комитет в Мадриде. В 2004 году перешёл на службу в Национальную судебную коллегию в чине заместителя судьи Бальтасара Гарсона в 5-м центральном следственном комитете. На этой должности следователь Гранде-Марласка, широко известный в Бильбао, вынужденный покинуть родной город из за многочисленных угроз со стороны террористической организации ЭТА, прославился на национальном уровне.
До 30 июня 2006 года Фернандо Гранде-Марласка служил в 5-м центральном следственном комитете при Национальной судебной коллегии, временно замещая её председателя Бальтасара Гарсона. Занимался расследованием преступной деятельности ЭТА, предотвращал манифестации левых баскских террористов во главе с Арнальдо Отеги и руководил расследованием преступной деятельности финансовой пирамиды общества Fórum Filatélico. По возвращении Гарсона на должность с 1 июля 2006 года работал в палате по уголовным делам Национальной судебной коллегии. В 2006 году выдвигал свою кандидатуру в Генеральный совет судебной власти, но проиграл выборы. В 2007 году Гранде-Марласка возглавил 3-й центральный следственный комитет Национальной судебной коллегии, сменив на этом посту Тересу Паласиос. В этот период Фернандо Гранде-Марласке было поручено расследование катастрофы самолёта «Як-42» под Трабзоном, унёсшей 26 мая 2003 года жизни 62 испанских военнослужащих, возвращавшихся из Афганистана. Гранде-Марласка закрыл дело 1 июня 2007 года, обвинив в произошедшем случае украинский экипаж самолёта и освободив от ответственности руководство министерства обороны Испании за аренду борта, не соответствующего требованиям безопасности полётов. Впоследствии это решение Гранде-Марласки было пересмотрено: в качестве обвиняемых по делу об убийстве 62 человек по неосторожности 20 мая 2008 года было привлечено 5 высших военных должностных лиц, в том числе главнокомандующий государственной обороны Антонио Морено.
23 февраля 2012 года Фернандо Гранде-Марласка был назначен председателем палаты по уголовным делам Национальной судебной коллегии. 29 ноября следующего года по предложению Народной партии вошёл в состав Генерального совета судебной власти. В июне 2018 года вошёл в состав правительства Педро Санчеса в ранге министра внутренних дели Испании.
В интервью журналистке Росе Монтеро для El País в 2006 году Фернандо Гранде-Марласка указал, что состоит в однополом браке с Горкой Гомесом.